# Palm Beach Shores
Palm Beach Shores es un pueblo ubicado en el condado de Palm Beach en el estado estadounidense de Florida. En el Censo de 2010 tenía una población de 1142 habitantes y una densidad poblacional de 869,68 personas por km².

## Geografía
Palm Beach Shores se encuentra ubicado en las coordenadas 26°46′39″N 80°2′4″O / 26.77750, -80.03444. Según la Oficina del Censo de los Estados Unidos, Palm Beach Shores tiene una superficie total de 1.31 km², de la cual 0.7 km² corresponden a tierra firme y (46.35 %) 0.61 km² es agua.

## Demografía
Según el censo de 2010, había 1142 personas residiendo en Palm Beach Shores. La densidad de población era de 869,68 hab./km². De los 1142 habitantes, Palm Beach Shores estaba compuesto por el 97.64 % blancos, el 1.14 % eran afroamericanos, el 0.18 % eran amerindios, el 0.18 % eran asiáticos, el 0 % eran isleños del Pacífico, el 0.53 % eran de otras razas y el 0.35 % pertenecían a dos o más razas. Del total de la población el 2.36 % eran hispanos o latinos de cualquier raza.